# William Bernbach
William Bernbach (13 de agosto de 1911-2 de octubre de 1982) fue un publicista y director creativo publicitario estadounidense. Fue uno de los tres socios fundadores de la agencia internacional de publicidad Doyle Dane Bernbach (DDB). Dirigió muchas de las campañas publicitarias más innovadoras y conocidas de la empresa. También se le atribuye ser el primero en combinar redactores publicitarios (copywriters) y directores de arte en equipos de dos personas, un modelo que todavía existe en las agencias de publicidad en la actualidad. Anteriormente habían estado en departamentos separados.

## Juventud
Bill Bernbach nació en una familia judía en el Bronx, hijo de Rebecca y Jacob Bernbach. Se educó en la escuela pública de la ciudad de Nueva York y en 1932 obtuvo una licenciatura de la Universidad de Nueva York. Aunque se especializó en Lengua Inglesa, también estudió administración de empresas, filosofía y música, tocando el piano.

## Carrera profesional
En 1933, un familiar le consiguió al joven Bill un trabajo en la sala de correo de Destilerías Schenley en los años de la Gran Depresión. Mientras trabajaba allí, escribió por iniciativa propia un anuncio para el American Cream Whiskey de Schenley, que llegó a las manos adecuadas y terminó publicado en el New York Times. Así fue ascendido al departamento de publicidad.
Dejó Schenley en 1939 para trabajar como "escritor fantasma" para Grover Whalen, director de la Feria Mundial de 1939 y al año siguiente entró de lleno en la industria de la publicidad en la agencia de William Weintraub.
Tras pasar dos años de servicio activo en la Segunda Guerra Mundial y obtuvo un puesto en la multinacional Coty, seguido de un puesto en la agencia de publicidad y marketing Grey Group. Sus inicios en la agencia fueron como redactor publicitario, pero fue ascendido a director creativo en 1947.
Pronto, Bernbach se sintió frustrado por la monotonía que veía en toda la publicidad. En una súplica a la gerencia de la agencia, escribió una carta expresando esa preocupación. Un párrafo en particular revela el deseo de Bernbach de cambiar la creatividad publicitaria:

Hay muchos grandes técnicos en publicidad. Y lamentablemente hablan el mejor juego. Conocen todas las reglas. Pueden decirle que las personas en un anuncio obtendrán una mayor cantidad de lectores. Pueden decirle que una oración debe ser así de corta o larga. Pueden decirle que el cuerpo del texto debe dividirse para facilitar la lectura. Ellos pueden darte hecho tras hecho tras hecho. Son los científicos de la publicidad. Pero hay un pequeño problema. La publicidad es fundamentalmente persuasión y la persuasión no pasa por ser una ciencia, sino un arte.

En 1949, con James Edwin Doyle, a quien había conocido en Grey Group, y Maxwell Dane, que ya dirigía una pequeña agencia, Bernbach fundó la agencia de publicidad Doyle Dane Bernbach (DDB) en Manhattan. Su filosofía hacia la publicidad creativa era que la ejecución creativa (la forma en que se transmite el mensaje) es tan importante como el propio contenido del mensaje (lo que se dice).
Desde su fundación, Bernbach desempeñó un papel integral en la redacción de publicidad, distanciándose de los aspectos administrativos y promocionales del negocio (de los que se encargaba Dane). Se reafirmó como el motor creativo detrás de la agencia, ayudando a que la facturación aumentara de aproximadamente un millón de dólares a más de 40 millones de dólares cuando se retiró.
DDB creció hasta convertirse en la undécima agencia de publicidad más grande de los Estados Unidos en 1976, cuando Bernbach se hizo a un lado como director ejecutivo para convertirse en presidente del comité ejecutivo.
Su campaña más notable fue para Volkswagen, e incluyó anuncios como Think Small y Lemon. Otras campañas notables creadas por el equipo de Bernbach son:
- Juan Valdez
- Nos esforzamos más para el Sistema Avis de Alquiler de Coches
- Mikey para Life (Cereal)
- No tienes que ser judío para amar Levy's para el pan de centeno de Levy's
- Es tan simple para Polaroid

La campaña de Bernbach para Avis Rent-a-Car fue un éxito instantáneo en el mercado. Debutó en 1962, cuando Avis estaba perdiendo participación de mercado frente a su rival más cercano, Hertz, y ayudó a que la posición financiera de la compañía pasara de estar en pérdidas a generar ganancias en un solo año. El eslogan de la campaña se mantuvo sin cambios durante 50 años y es una de las campañas publicitarias más duraderas.

## Legado, premios y logros
Bernbach destacó por su devoción por la creatividad y los temas poco convencionales, un legado que lo ha acreditado como una fuerza importante detrás de la Revolución Creativa de los años 60 y 70. Su trabajo a menudo se caracterizó por la sencillez. También se le atribuye, como ya se ha mencionado, ser el primero en combinar redactores publicitarios (copywriters) y directores de arte en equipos de dos personas en las agencias de publicidad, cuando siempre habían estado en departamentos separados.
Bernbach cosechó numerosos muchos premios y honores por su trabajo dentro de la industria de la publicidad durante su carrera. Fue incluido en el Salón de la Fama de los Redactores en 1964, recibió el Premio al Hombre del Año en Publicidad en 1964 y 1965, y The Pulse Inc., Premio al Hombre del Año en 1966. También fue nombrado "Ejecutivo superior de agencia de publicidad" en 1969 y recibió el Premio Golden Plate de la American Academy of Achievement en 1976 y fue incluido en el Salón de la Fama de la Federación Estadounidense de Publicidad ese mismo año. Diseñó el trofeo "Golden Ladder" del Salón de la Fama de la Publicidad.
El programa de AMC, Mad Men, que se centra en la agencia de publicidad ficticia de Sterling Cooper a principios de la década de 1960, hace muchas referencias a Bernbach; Las técnicas innovadoras de Bernbach desafían el estilo más ortodoxo de Sterling Cooper, y DDB a menudo se menciona como un competidor en la segunda temporada.

## Vida personal
En la sala de correo de Destilerías Schenley en la década de 1930, una de las asistentes de Bernbach era Evelyn Carbone, una estudiante universitaria del Hunter College, que se ocupaba de las etiquetas en el correo saliente.
Mientras Bernbach se abría paso en el departamento de publicidad, Evelyn se convirtió en recepcionista. Se enamoraron y se casaron en 1938, el matrimonio fue oficiado por un juez de paz. La familia de Bernbach estaba en contra de la boda por motivos religiosos, pero el matrimonio vivió feliz y engendró dos hijos: John L. y Paul.
Después de la muerte de Bill, Evelyn y Bob Levenson, el líder creativo de DDB, publicaron "El Libro de Bill Bernbach: una historia de la publicidad que cambió la historia de la publicidad".

## Citas de Bernbach
- «Demostrémosle al mundo que el buen gusto, el buen arte y la buena escritura pueden ser buenas ventas».[12]
- «Todos los que utilizamos profesionalmente los medios de comunicación damos forma a la sociedad. Podemos vulgarizar esa sociedad. Podemos brutalizarla. O podemos ayudar a elevarla a un nivel superior».[13]
- «La verdad no es la verdad hasta que la gente te cree, y no pueden creerte si no saben lo que estás diciendo, y no pueden saber lo que estás diciendo si no escuchan, y no te escucharán si no eres interesante, y no serás interesante a menos que digas las cosas con imaginación, originalidad y frescura».[14]
- «Bien puede ser que la creatividad sea la última ventaja injusta que legalmente se nos permite tomar sobre nuestros competidores».[15]